# John McCormick (producteur)
Pour les articles homonymes, voir John McCormick et McCormick.
John McCormick (né le 17 août 1893 à Kansas City, dans le Missouri et mort le 3 mai 1961  à Hollywood, en Californie) est un producteur de cinéma américain de la période du cinéma muet.

## Biographie
John McCormick est le mari de l'actrice Colleen Moore, star du cinéma muet.

## Filmographie partielle

### Comme producteur
- 1921 : The Lotus Eater de Marshall Neilan
- 1923 : The Huntress de John Francis Dillon et Lynn Reynolds
- 1923 : Flaming Youth de John Francis Dillon
- 1924 : Painted People (en) de Clarence G. Badger
- 1924 : Une jeune fille qui se lance (The Perfect Flapper) de John Francis Dillon
- 1925 : Sally d'Alfred E. Green
- 1925 : We Moderns (en) de John Francis Dillon
- 1926 : Si tu vois ma nièce (Ella Cinders) d'Alfred E. Green
- 1926 : Midnight Lovers (en) de John Francis Dillon
- 1926 : Irene d'Alfred E. Green
- 1926 : Ça... c'est de l'amour (en) (It Must Be Love) d'Alfred E. Green
- 1926 : Le Lys de Whitechapel (Twinkletoes) de Charles Brabin
- 1926 : Vagabond malgré elle (Miss Nobody) de Lambert Hillyer
- 1927 : Bérénice à l'école (en) (Naughty But Nice) de Millard Webb
- 1927 : Orchids and Ermine d'Alfred Santell
- 1927 : The Tender Hour (en) de George Fitzmaurice
- 1927 : Lost at the Front (en) de Del Lord
- 1927 : Oh! Marquise (Her Wild Oat) de Marshall Neilan
- 1928 : Oh, Kay ! de Mervyn LeRoy
- 1928 : Happiness Ahead (en) de William A. Seiter
- 1928 : Ciel de gloire (Lilac Time) de George Fitzmaurice et Frank Lloyd
- 1929 : Synthetic Sin de William A. Seiter
- 1929 : Why Be Good? de William A. Seiter
- 1929 : Footlights and Fools de William A. Seiter
- 1929 : Smiling Irish Eyes (en) de William A. Seiter